# Soulari, Arcadia
Soulari  este un oraș în Grecia în Prefectura Arcadia.